# 许宝成
许宝成（1956年—），山东单县人，汉族，中华人民共和国政治人物、第十二届全国人民代表大会安徽地区代表。
毕业于长沙铁道学院铁道运输专业，加入中国共产党。2013年，被选为全国人大代表。